# 1977 a légi közlekedésben
Ez a lista az 1977-es év légi közlekedéssel kapcsolatos eseményeit tartalmazza.

## Események

### Március
- március 27. - Tenerifei légi katasztrófa: A holland KLM és az amerikai PanAm Boeing 747-es repülőgépe összeütközik a tenerifei repülőtér kifutópályáján. 583 ember veszíti életét. Ez a repülés történetének eddigi legsúlyosabb szerencsétlensége.

### Április
- április 4. - A Southern Airways 242-es járata lezuhan Georgiában, egy kis településre. Összesen 72 ember veszíti életét a katasztrófában és további 22-en megsérültek.[1]
- április 18. – A Philippines Airlines Douglas DC-8-as típusú repülőgépe leszállás közben túlfutott a kifutópályán. A balesetben nem vesztette életét senki.[2]

### Augusztus
- augusztus 1. - Helikopter-balesetben életét veszti Francis Gary Powers, az U–2 krízis kulcsszereplője.

### Október
- október 20. –  Lynyrd Skynyrd gépe lezuhan Mississippi államban. Hat fő veszíti életét, köztük a zenekar három tagja.[3]

### November
- november 1. - Az Aeroflot SU499-es járatával beindítja az első menetrend szerinti Tu–144 járatot Moszkva és Alma Ata között. A 3260 km-es távot 16-17 000 méteres magasságon, 2300 km/h-s sebességgel teszik meg. A járat hetente egyszer repül és nem szállít 80 utasnál többet.
- november 16. - Az F–117 Nighthawk lopakodó repülőgép "HAVE BLUE" kódnevű programjának első prototípusa megérkezik az 51-es körzet bázisára.

### December
- december 4. 20:36 (helyi idő szerint) – Tanjung Kupang. A Malaysian Airline System légitársaság 653-as számú járata (lajstromjele: 9M-MBD), egy Boeing 737-2H6 típusú utasszállító repülőgépét eltérítik. A baleset oka ismeretlen. A gépen utazó 93 utas és 7 fő személyzet közül mindenki életét veszti, mikor a gép földnek csapódik. Ez a Malaysian Airline System légitársaság első halálos áldozatokkal is járó légi közlekedési balesete.[4]

## Első felszállások
- december 1. – A Groom Lake bázisról felszáll az első F–117 Nighthawk lopakodó repülőgép HAVE BLUE prototípusa.
- december 14. – felszáll a Mi–26 első prototípusa.